# Aanwijzing (elektrotechniek)
Een aanwijzing in de elektrotechniek is een geschreven verklaring die een werknemer van zijn werkgever ontvangt. In deze aanwijzing staat gespecificeerd welk niveau de persoon krijgt, en welke werkzaamheden de persoon mag uitvoeren.

## EN 50110

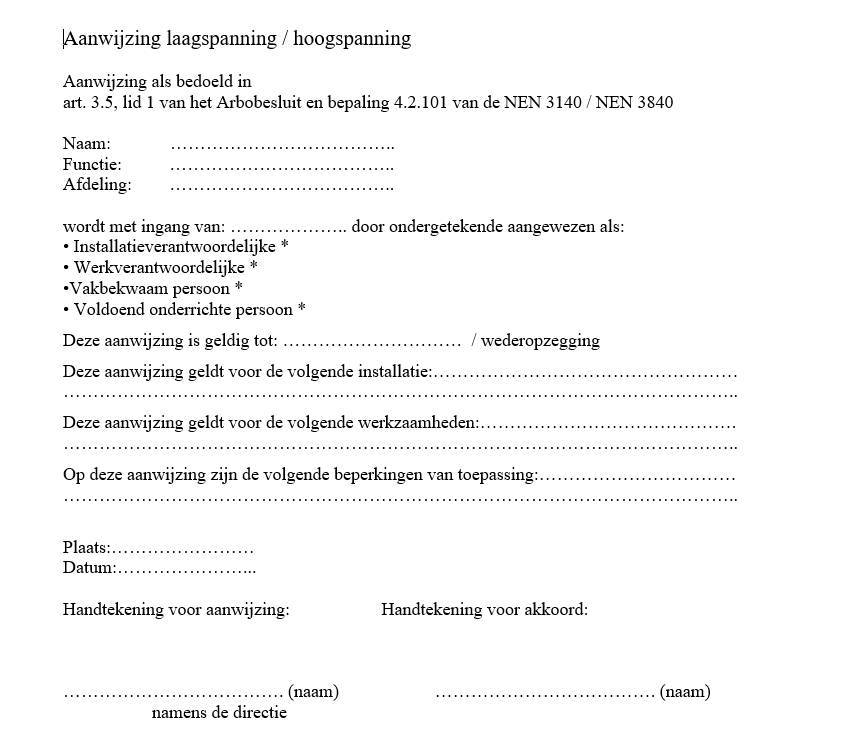
Voorbeeld van een aanwijzing in de elektrotechniek

In de EN 50110 en de daaruit afgeleide  NEN 3140 (laagspanning) en de NEN 3840 (hoogspanning) is er sprake van vier type aanwijzingen:
- Voldoende Onderricht Persoon
- Vakbekwaam Persoon
- Werkverantwoordelijke
- Installatieverantwoordelijke

## BEI-BLS
In Nederland hebben de netbeheerders met elkaar afgesproken om op basis van de EN 50110 gebruik te maken van meer uitgebreide aanwijzingen. Hierdoor kent de BEI-BLS meer soorten aanwijzingen dan de EN 50110. Volgende de BEI-BLS zijn er de volgende aanwijzingen.
- IV (Installatieverantwoordelijke)
- OIV (Operationeel installatieverantwoordelijke)
- PL (Ploegleider) is geen aanwijzing in de BEI
- WV (Werkverantwoordelijke)
- BD (Bedieningsdeskundige)
- AVP (Allround Vakbekwaam Persoon)
- VP (Vakbekwaam Persoon)
- VOP (Voldoend Onderricht Persoon)
- THP (toeganghebbend persoon)

Volgens de EN-50110 is het toegestaan om functies uit de BEI over te nemen en toe te passen in bedrijfen die de EN-50110 hanteren. Hierdoor is het dus mogelijk dat er een overlap bestaat.

## Aanwijzing
Volgens de EN-50110 moet de aanwijzing altijd verstrekt worden door de hoogstverantwoordelijke binnen de organisatie. Dit zou dus betekenen dat de Algemeen Directeur of CEO de aanwijzing zou moeten verstrekken. In de praktijk betekent dit echter dat de Algemeen Directeur of CEO de aanwijzing geeft aan de Installatieverantwoordelijke, en dat alle aanwijzingen lagere aanwijzingen door de Installatieverantwoordelijke verstrekt worden. Maar dit moet dat wel gespecificeerd staan in de Aanwijzing van de Installatieverantwoordelijke.